# なんだら まんだら
『なんだら まんだら』は、1991年10月16日から12月18日まで、フジテレビ系列で毎週水曜22:00 ‐ 22:54に放送されていたテレビドラマ。

## 概要
銀座の裏通りにある古めかしいビルの持ち主・春美（森光子）と養女のしのぶ（工藤静香）。彼女に運命的な出会いを感じた証券マン・康成（野村宏伸）は彼女を追ううちに、ビルの住人たちとも奇妙なつながりが生まれていく。
シュールな展開が繰りひろげられる、異色の人情コメディ。
企画時の仮タイトルは『ある日突然物語（あるひとつぜんストーリー）』で、一部テレビ情報誌にはこのタイトルで新番組予告が掲載された。

## キャスト
- 北白河春美：森光子

しのぶの養母。銀座のビルオーナーで金持ちだがケチ。
- 東山しのぶ：工藤静香

春美の養女。
- 高村康成：野村宏伸
- 中岡龍馬：田代まさし
- みどり：高橋ひとみ
- 潤一朗：阿藤海
- 聖子：岡本夏生
- 吉田：勝俣州和
- 東洲斎：柄本明
- 浜崎英雄：近藤真彦

## 楽曲
- 主題歌：工藤静香「メタモルフォーゼ」
- 挿入歌：藤タカシ「またいつか逢えるかも」

## スタッフ
- 企画：前田和也、小林義和
- 脚本：矢島正雄、扇澤延男
- 音楽：門倉聡
- ゼネラルプロデューサー：久世光彦
- プロデュース：三宅川敬輔、三浦寛二
- 演出：舛田明廣、日留川雄二、松田秀知
- 制作協力：東通、フジアール
- 制作：KANOX、フジテレビ

| フジテレビ 水曜10時枠の連続ドラマ枠                    | フジテレビ 水曜10時枠の連続ドラマ枠                               | フジテレビ 水曜10時枠の連続ドラマ枠 |
| 前番組                                                 | 番組名                                                            | 次番組                              |
| ------------------------------------------------------ | ----------------------------------------------------------------- | ----------------------------------- |
| 枠設立前につき無し                                     | なんだら まんだら （1991.10.16 ‐ 12.18）                          | しあわせの決断 （1992.1.15 ‐ 3.18） |
| フジテレビ系列 水曜22時台                              |                                                                   |                                     |
| 運命GAME （1991.4.17 ‐ 9.18） 【ここまでバラエティ枠】 | なんだら まんだら （1991.10.16 ‐ 12.18） 【ここから連続ドラマ枠】 | しあわせの決断 （1992.1.15 ‐ 3.18） |